# 望月軍四郎
望月 軍四郎（もちづき ぐんしろう、1879年（明治12年）8月15日 - 1940年（昭和15年）2月1日）は、日本の実業家、慶應義塾特選塾員、民間支那学研究者。九曜社、横浜倉庫各社長。京浜電気鉄道、錦華紡績、湘南電気鉄道各取締役会長。族籍は東京府平民。

## 来歴
静岡県富士郡大宮町の農家に生まれた。望月廣七の三男。富士郡大宮町（現・富士宮市）の10、11代町長を務めた望月謹八の弟。1893年（明治26年）4月、上京し、村上太三郎の入丸商店に入り株式取引に携わる。
1910年（明治43年）12月、独立し望月商店を開設。1914年（大正3年）8月に廃業。1919年（大正8年）2月、成城学校に中華民国学生教育資金を寄付。12月、望月商事株式会社を設立。
1926年（大正15年）、日本に中国研究講座がないことを残念に思い、慶應義塾大学に軍四郎の寄付により「望月支那研究基金」が設けられる。及川恒忠が研究を主導。
1927年（昭和2年）6月、株式会社九曜社を設立する。1937年（昭和12年）11月17日、静岡県富士郡大宮町に財団法人大宮育英財団を設立、大宮工業学校と大宮商業学校（現・静岡県立富士宮北高等学校）を開校。
1940年（昭和15年）2月1日、死去。墓所は青山霊園。遺志により嗣子・太郎が慶應義塾大学の学術研究機関に多額の寄付を行い、これを記念して「故・望月軍四朗君記念地方青少年修学奨励資金」が設けられる。

## 人物
望月は小学校卒業後15歳にして上京し、村上太三郎の店に奉公し、1910年、独立して一仲買人となった。旧主人の村上太三郎の恩顧を受けた。
望月は慶應義塾の出身ではないが、慶應義塾の事を心配し、好意を寄せていた。望月について塾長の小泉信三は「得難き塾の良友だ」と述べている。1923年、慶應義塾特選。
趣味は読書。宗教は日蓮宗。東京府在籍で、住所は東京市赤坂区青山南町。1906年、兄謹八方より分家。

## 経営歴
主要なものに限る。
- 1924年5月 - 1927年12月: 田口銀行頭取
- 1929年3月 - 1936年7月: 日清生命保険株式会社取締役社長
- 1930年6月 - 1939年4月: 京浜電気鉄道取締役会長
- 1935年2月 - 1939年4月: 湘南電気鉄道取締役会長
- 1935年6月 - 1940年2月: 横浜倉庫株式会社取締役社長
- 1935年12月 - 1940年2月: 株式会社東京株式取引所理事
- 1936年12月 - 1940年2月: 錦華紡績株式会社取締役会長
- 1937年6月 - 1939年4月: 京浜地下鉄道株式会社取締役社長
- 1939年4月 - 1940年2月: 東京発動機株式会社取締役社長
- 1939年4月 - 1940年2月: 深坂炭鉱株式会社取締役社長
- 1939年5月 - 1940年2月: 奉天機器製造株式会社取締役社長

## 教育関係要職[9]
- 1923年5月: 財団法人慶應義塾特選塾員
- 1924年12月: 財団法人早稲田大学校賓
- 1931年1月: 財団法人成城学校監事
- 1931年9月: 財団法人兜町商業学校評議員
- 1933年10月: 財団法人早稲田大学維持員
- 1935年3月: 財団法人帝国教育会監事
- 1935年12月: 財団法人協調会評議員
- 1937年11月: 財団法人大宮育英財団理事長
- 1938年6月: 財団法人村上記念育英財団評議員
- 1939年2月: 財団法人法政大学理事

## 栄典[9]
- 1924年（大正13年）6月 - 勲三等瑞宝章（教育事業への貢献）
- 1927年（昭和2年）
  - 2月 - 聖シルベストロ教皇騎士団勲章（ローマ法王庁）
  - 4月19日 - 千九百二十五年聖年祭記念布教博覧会功労章（ローマ法王庁）[12]
- 1928年（昭和3年）10月 - 紺綬褒章[2]
  - 1928年6月、官幣大社多賀神社修営費金1万円を寄付する[2]。
- 1932年（昭和7年）11月 - 紺綬褒章飾版
- 1937年（昭和12年）4月 - 紺綬褒章飾版
- 1938年（昭和13年）12月 - 褒状・木杯（満州事変における私財寄付）
- 1940年（昭和15年）2月1日 - 正六位（追賜）

外国勲章佩用允許

## 家族・親族
望月家
- 妻・こう（1889年 - ?、東京、田中彌吉の姪、九曜社取締役）[13]
- 長男・太郎[5]（1908年 - 1941年、東邦採鉱常務取締役、九曜社取締役）
  - 同妻・一枝（1914年 - ?、東京、鈴木六郎の長女）
  - 同長男・慶行（資産家）[13]
- 二男・稲次郎（1910年 - ?、東京、田中そのに養子となる）[5]
- 三男・玉三（1913年 - 1998年、慶應義塾大学助教授）[5]
- 四男（1923年 - ）[5][6]
- 長女・悦子（1907年 - ?、山梨、田中百畝の妻）[5][6]
- 二女・房子（1909年 - ?、佐賀、彦根高商教授・江口行雄の妻）[5][6]
- 三女（1911年 - ?）[5]
- 四女[6]、あるいは五女[7]・昌子（1916年 - ?、新潟、小原直二男で三菱鉱業会社員・誠の妻）[6]
- 姪（兄・謹八の娘）まさの夫は、株屋で東京株式取引所一般取引員組合委員長、日本精工会長や高砂ゴム工業会長などを務めた望月乙彦。その長女・宮子は光行次郎の長男・寿の妻。